# Joe Smith
Joseph Leynard Smith, detto Joe (Norfolk, 26 luglio 1975), è un ex cestista statunitense, professionista nella NBA.

## Carriera

### Golden State Warriors (1995-1998)
Smith frequentò la Maury High School e ha giocato nella University of Maryland. È stato prima scelta assoluta dei Golden State Warriors nel draft NBA 1995, prima di giocatori come Antonio McDyess, Rasheed Wallace, Jerry Stackhouse e Kevin Garnett.
Smith è stato inserito nel primo quintetto dei migliori Rookie nella stagione 1995-96.

### I vari cambi di squadra (1998-2009)
In carriera giocò per due anni a Oakland con gli Warriors, poi iniziò un lungo pellegrinare che lo ha portato a giocare per i Philadelphia 76ers, i Minnesota Timberwolves (due volte), i Denver Nuggets, i Milwaukee Bucks (due volte), i Detroit Pistons e i Chicago Bulls. A metà stagione 2007-08 passò ai Cleveland Cavaliers, in cerca di un lungo con punti e esperienza in vista dei playoffs, persi però al secondo turno contro i Boston Celtics, poi campioni NBA. Nell'estate 2008 è stato ceduto agli Oklahoma City Thunder in uno scambio che comprendeva tre squadre. Il 1º marzo 2009 ha chiesto e ottenuto di essere tagliato dai Thunder, accordandosi alcuni giorni dopo con i Cavaliers per tornare a giocare a Cleveland, in vista dei play-off.
Alla prima partita in casa al suo ritorno ai Cleveland Cavaliers è stato accolto da un applauso generale da parte di tutta la Quicken Loans Arena che ha voluto dimostrare il proprio attaccamento a questo giocatore.

### Ultimi anni (2009-2013)

#### Atlanta Hawks (2009-2010)
Il 14 agosto 2009 passa agli Atlanta Hawks come free agent. Ad Atlanta Smith mostrò di essere in netto calo, giocando poco e tenendo di media 3,0 punti a partita. Il 18 marzo 2011 Joe Smith giocò la sua millesima partita in NBA.

#### New Jersey Nets, Los Angeles Lakers e ritiro (2010-2011)
Il 10 settembre 2010, nuovamente free agent, firmò un contratto con i New Jersey Nets.
Dopo aver disputato solo 4 partite con i Nets, il 15 dicembre 2010 venne coinvolto in uno scambio a tre che lo portò a vestire la canotta dei Los Angeles Lakers, mentre ai Nets venne ceduto Saša Vujačić insieme a una scelta del primo giro nel Draft 2011, con Terrence Williams che invece passò agli Houston Rockets. Andando ai Lakers Smith andò in una contender (oltre che nella squadra campione NBA in carica al tempo), dove giocò solo 17 partite tra playoffs e regular season (5 nei PO) essendo quindi in fondo alle rotazioni. In post-season i gialloviola, dopo aver superato i New Orleans Hornets per 4-2, vennero eliminati per 4-0 nelle Western Conference Semifinals dai Dallas Mavericks futuri campioni NBA che spensero così tutte le chance di vedere un three-peat da parte dei losangelini oltre che le chance di Smith di vincere l'anello. 

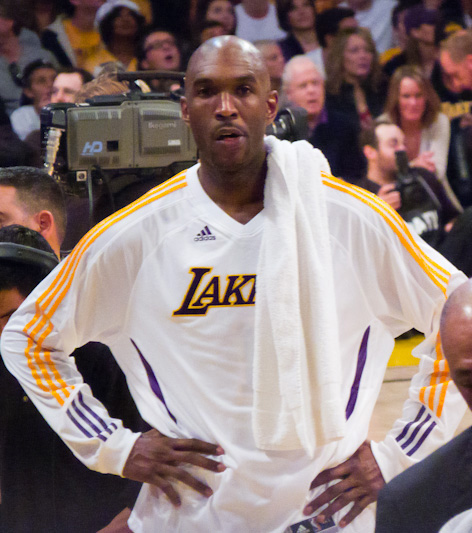
Joe Smith in un pre-partita con la tuta dei Los Angeles Lakers

Alla fine della stagione Smith si ritirò dal basket professionistico.

## Statistiche

### College
| Anno      | Squadra            | PG | PT | MP   | TC%  | 3P%  | TL%  | RP   | AP  | PRP | SP  | PP   |
| --------- | ------------------ | -- | -- | ---- | ---- | ---- | ---- | ---- | --- | --- | --- | ---- |
| 1993-1994 | Maryland Terrapins | 30 | 30 | 32,9 | 52,2 | 40,0 | 73,4 | 10,7 | 0,8 | 1,4 | 3,1 | 19,4 |
| 1994-1995 | Maryland Terrapins | 34 | 34 | 32,6 | 57,8 | 42,9 | 74,1 | 10,6 | 1,2 | 1,5 | 2,9 | 20,8 |
| Carriera  | Carriera           | 64 | 64 | 32,8 | 55,1 | 42,3 | 73,8 | 10,7 | 1,0 | 1,5 | 3,0 | 20,2 |

### NBA

#### Regular Season
| Anno      | Squadra             | PG    | PT  | MP   | TC%  | 3P%  | TL%  | RP  | AP  | PRP | SP  | PP   |
| --------- | ------------------- | ----- | --- | ---- | ---- | ---- | ---- | --- | --- | --- | --- | ---- |
| 1995–1996 | G.S. Warriors       | 82    | 82  | 34,4 | 45,8 | 35,7 | 77,3 | 8,7 | 1,0 | 1,0 | 1,6 | 15,3 |
| 1996–1997 | G.S. Warriors       | 80    | 80  | 38,6 | 45,4 | 26,1 | 81,4 | 8,5 | 1,6 | 0,9 | 1,1 | 18,7 |
| 1997–1998 | G.S. Warriors       | 49    | 49  | 33,6 | 42,9 | 0,0  | 76,9 | 6,9 | 1,4 | 0,9 | 0,8 | 17,3 |
| 1997–1998 | Philadelphia 76ers  | 30    | 6   | 23,3 | 44,8 | 0,0  | 78,8 | 4,4 | 0,9 | 0,6 | 0,4 | 10,3 |
| 1998–1999 | Minnesota T'wolves  | 43    | 42  | 33,0 | 42,7 | 0,0  | 75,5 | 8,2 | 1,6 | 0,7 | 1,5 | 13,7 |
| 1999–2000 | Minnesota T'wolves  | 78    | 9   | 25,3 | 46,4 | 100  | 75,6 | 6,2 | 1,1 | 0,6 | 1,1 | 9,9  |
| 2000–2001 | Detroit Pistons     | 69    | 59  | 28,1 | 40,3 | 0,0  | 80,5 | 7,1 | 1,1 | 0,7 | 0,7 | 12,3 |
| 2001–2002 | Minnesota T'wolves  | 72    | 63  | 26,7 | 51,1 | 66,7 | 83,0 | 6,3 | 1,1 | 0,5 | 0,8 | 10,7 |
| 2002–2003 | Minnesota T'wolves  | 54    | 21  | 20,7 | 46,0 | 0,0  | 77,9 | 5,0 | 0,7 | 0,3 | 1,0 | 7,5  |
| 2003–2004 | Milwaukee Bucks     | 76    | 76  | 29,7 | 43,9 | 20,0 | 85,9 | 8,5 | 1,0 | 0,6 | 1,2 | 10,9 |
| 2004–2005 | Milwaukee Bucks     | 74    | 73  | 30,6 | 51,4 | 0,0  | 76,8 | 7,3 | 0,9 | 0,6 | 0,5 | 11,0 |
| 2005–2006 | Milwaukee Bucks     | 44    | 5   | 20,2 | 47,5 | 0,0  | 77,4 | 5,2 | 0,7 | 0,6 | 0,3 | 8,6  |
| 2006–2007 | Denver Nuggets      | 11    | 0   | 13,5 | 47,9 | 0,0  | 83,3 | 3,6 | 0,3 | 0,6 | 0,6 | 5,1  |
| 2006–2007 | Milwaukee Bucks     | 54    | 11  | 25,1 | 44,5 | 0,0  | 84,6 | 6,7 | 0,9 | 0,6 | 0,4 | 9,2  |
| 2007–2008 | Chicago Bulls       | 50    | 35  | 22,9 | 46,6 | 0,0  | 80,7 | 5,3 | 0,9 | 0,5 | 0,6 | 11,2 |
| 2007–2008 | Cleveland Cavaliers | 27    | 1   | 21,5 | 51,2 | 0,0  | 65,2 | 5,0 | 0,7 | 0,3 | 0,6 | 8,1  |
| 2008–2009 | Oklahoma Thunder    | 36    | 3   | 19,1 | 45,4 | 50,0 | 70,4 | 4,6 | 0,7 | 0,3 | 0,7 | 6,6  |
| 2008–2009 | Cleveland Cavaliers | 21    | 0   | 19,5 | 49,6 | 33,3 | 75,0 | 4,7 | 0,8 | 0,3 | 0,7 | 6,5  |
| 2009-2010 | Atlanta Hawks       | 64    | 1   | 9,3  | 39,9 | 14,3 | 81,3 | 2,5 | 0,3 | 0,1 | 0,3 | 3,0  |
| 2010-2011 | N.J. Nets           | 4     | 3   | 6,1  | 25,0 | 0,0  | 0,0  | 0,8 | 0,3 | 0,0 | 0,0 | 0,5  |
| 2010-2011 | L.A. Lakers         | 12    | 0   | 3,7  | 16,7 | 0,0  | 100  | 1,5 | 0,3 | 0,0 | 0,3 | 0,5  |
| Carriera  | Carriera            | 1.030 | 619 | 26,2 | 45,5 | 23,8 | 79,0 | 6,4 | 1,0 | 0,6 | 0,8 | 10,9 |

#### Playoffs
| Anno     | Squadra             | PG | PT | MP   | TC%  | 3P%  | TL%  | RP   | AP  | PRP | SP  | PP   |
| -------- | ------------------- | -- | -- | ---- | ---- | ---- | ---- | ---- | --- | --- | --- | ---- |
| 1999     | Minnesota T'wolves  | 4  | 4  | 30,0 | 29,7 | -    | 72,7 | 6,5  | 1,3 | 0,5 | 2,0 | 7,5  |
| 2000     | Minnesota T'wolves  | 4  | 0  | 19,8 | 47,1 | 0,0  | 100  | 3,0  | 0,3 | 0,8 | 0,3 | 4,5  |
| 2002     | Minnesota T'wolves  | 3  | 1  | 14,3 | 42,9 | -    | 87,5 | 3,7  | 0,0 | 0,0 | 0,3 | 4,3  |
| 2003     | Minnesota T'wolves  | 5  | 1  | 8,0  | 66,7 | -    | 100  | 1,2  | 0,0 | 0,2 | 0,2 | 2,8  |
| 2004     | Milwaukee Bucks     | 5  | 5  | 35,0 | 49,1 | 0,0  | 92,3 | 10,0 | 0,4 | 0,8 | 2,0 | 13,2 |
| 2006     | Milwaukee Bucks     | 5  | 0  | 21,2 | 48,5 | -    | 66,7 | 5,4  | 0,6 | 0,4 | 0,4 | 7,6  |
| 2008     | Cleveland Cavaliers | 13 | 0  | 20,2 | 48,6 | 0,0  | 63,6 | 4,6  | 0,5 | 0,4 | 0,5 | 6,6  |
| 2009     | Cleveland Cavaliers | 13 | 0  | 16,8 | 46,0 | 60,0 | 79,3 | 3,7  | 0,2 | 0,5 | 0,5 | 5,5  |
| 2010     | Atlanta Hawks       | 5  | 0  | 4,8  | 0,0  | -    | -    | 0,4  | 0,0 | 0,0 | 0,2 | 0,0  |
| 2011     | Atlanta Hawks       | 5  | 0  | 2,2  | 0,0  | -    | -    | 0,2  | 0,0 | 0,0 | 0,0 | 0,0  |
| Carriera | Carriera            | 62 | 11 | 17,4 | 45,1 | 37,5 | 78,0 | 3,9  | 0,3 | 0,4 | 0,6 | 5,4  |

## Palmarès
- NCAA AP Player of the Year (1995)
- NCAA Naismith Men's College Player of the Year Award (1995)
- NCAA AP All-America First Team (1995)
- NBA All-Rookie First Team (1996)